# Roohallah Jomei
Ruhallah Jomei (in persiano روح لله جمعه ای‎; Teheran, 5 aprile 1974) è un politico e giornalista iraniano.

## Biografia
È stato vice ministro dell'Interno e consigliere del ministro della Repubblica Islamica dell'Iran. È stato anche vicedirettore dell'Agenzia di stampa della Repubblica islamica dell'Iran.